# Disorder of the Order
Disorder of the Order — восьмой студийный альбом немецкой группы Holy Moses, выпущен в июне 2002 года, первый после воссоздания группы. Переиздан в 2006 году с пятью оригинальными треками и новыми бонусами.

## Список композиций
Оригинальный диск
1. «Intro» — 1:37
2. «We Are at War» — 4:12
3. «Disorder of the Order» — 4:43
4. «Break the Evil» — 3:13
5. «Deeper» — 3:37
6. «Hell on Earth» — 3:59
7. «I Bleed» — 3:17
8. «Blood Bond» — 3:00
9. «1000 Lies» — 3:58
10. «Princess of Hell» — 3:06
11. «Verfolgungswahn» — 4:14
12. «Heaven vs. Hell» — 1:51

Переиздание 2006 года
1. «Intro»
2. «We Are at War»
3. «Disorder of the Order»
4. «Break the Evil»
5. «Deeper»
6. «Say Goodbye»
7. «I Will»
8. «Space Clearing»
9. «Channeling»
10. «The Hammer»
11. «I’m the Doctor»
12. «Im Wagen Vor Mir»
13. «Hate Is Just a 4 Letter Word» — видео
14. «Too Drunk to Fuck» — видео

## Участники записи
- Сабина Классен — вокал
- Франки Бротс — гитара
- Йорн Шуберт — гитара
- Андрэас Либера — бас
- Жульен Шмидт — ударные